# Claire Wolniewicz
Claire Wolniewicz, née en 1966, est une journaliste, scénariste et écrivaine française.

## Biographie
D'origine polonaise, Claire Wolniewicz suit une formation en droit qui la conduit un certain temps à la profession de juriste spécialisée dans le domaine de la propriété intellectuelle.
Claire Wolniewicz est d'abord une journaliste indépendante, mais écrit aussi des scénarios de fictions dramatiques pour la télévision (Marie Fransson, 4 épisodes, de 1998 à 2001) avant d'aborder la nouvelle en 2003 et le roman à partir de 2005.

## Publications
- Sainte Rita : Patronne des causes désespérées (nouvelles), Bordeaux, éditions Finitude, 2003.
- Ubiquité[1] (roman), Paris, éd. Viviane Hamy, 2005. Prix des Lycéens Librecourt 2006.
- Le Temps d'une chute[2], Paris, éd. Viviane Hamy, 2007. Prix du roman d'avril des Espaces culturels E. Leclerc et Télé 7 Jours.
- Terre légère[3], Paris, éd. Viviane Hamy, 2009.
- La Dame à la larme, Paris, éd. Viviane Hamy, 2011.
- Histoires merveilleuses, Paris, éd. Viviane Hamy, 2011.